# Noctis Labyrinthus

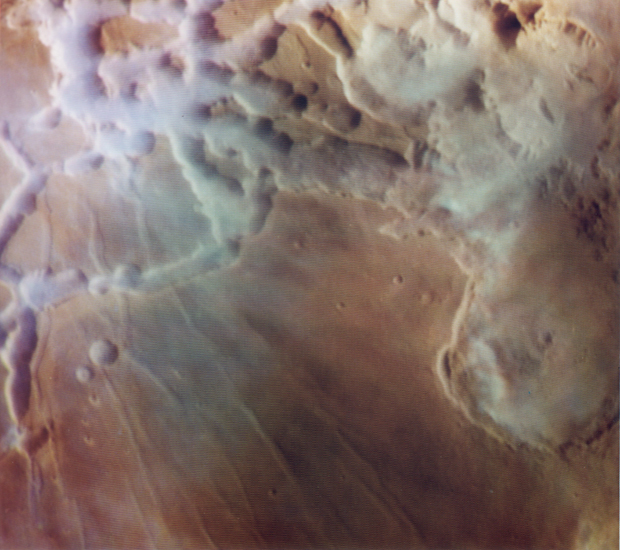
Noctis Labyrinthus, imagine realizată de Viking 1. NASA/JPL-Caltech

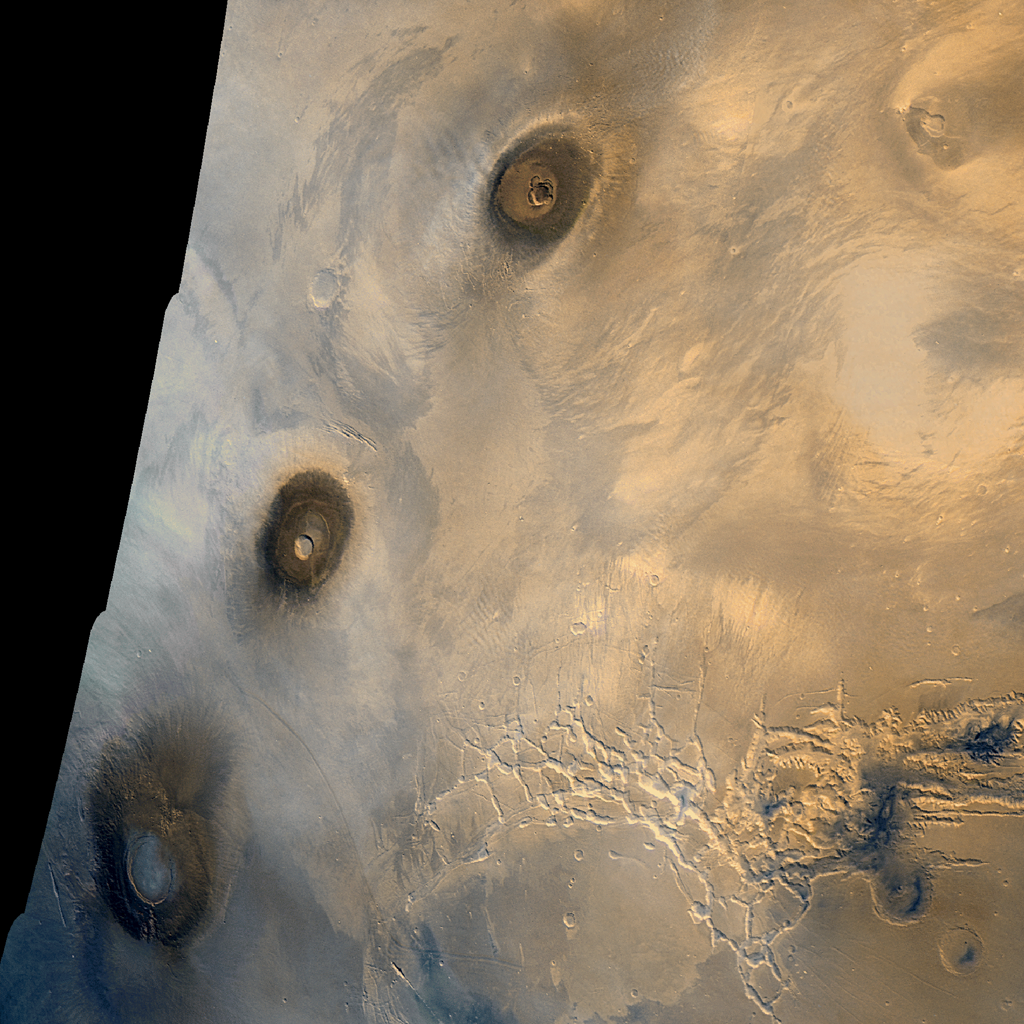
Cei trei vulcani care formează Tharsis Montes: Arsia Mons este cel mai sudic; Pavonis Mons este în centru; Ascraeus Mons se află la nord. Un al patrulea vulcan Tharsis, Olympus Mons, situat la nord-vest de aceștia, nu apare în această imagine. La dreapta jos este Noctis Labyrinthus, extinderea vestică a Valles Marineris.

Noctis Labyrinthus, labirintul nopții, este o regiune a planetei Marte între Valles Marineris și zona montană (platoul vulcanic) Tharsis. Aceasta este situată în patrulaterul Phoenicis Lacus. Regiunea este notabilă pentru sistemul său tip labirint de văi adânci, cu pereți abrupți. Studiile zonei, apărute în decembrie 2009, au găsit o varietate de minerale - inclusiv argile, sulfați, hidratat siliciu în unele dintre straturi. 